# Campeonato Mundial de Piragüismo en Aguas Tranquilas de 2007
El XXXVI Campeonato Mundial de Piragüismo en Aguas Tranquilas se celebró en Duisburgo (Alemania) entre el 9 y el 12 de agosto de 2007 bajo la organización de la Federación Internacional de Piragüismo (ICF) y la Federación Alemana de Piragüismo.
Un total de 90 países tomaron parte en el evento, que otorgó medallas en 27 especialidades (18 masculinas y 9 femeninas). Las competiciones se desarrollaron en el Canal de Regatas de Wedau, al sur de la ciudad alemana.

## Países participantes
Participaron 769 atletas de 90 federaciones nacionales.
| África (CAC) | América (COPAC) | Asia (ACC) | Europa (ECA) | Oceanía (OCF)                                       |
| --- | --- | --- | --- | --------------------------------------------------- |
| Argelia (1) Angola (1) Camerún (8) Costa de Marfil (1) Kenia (1) Marruecos (1) Santo Tomé y Príncipe (1) Senegal (1) Seychelles (1) Sudáfrica (9) Túnez (2) | Argentina (5) · Bolivia (1) · Brasil (15) · Canadá (21) · Chile (2) · Colombia (1) · Cuba (4) · Ecuador (1) · Estados Unidos (14) · Guatemala (1) · México (7) · Paraguay (5) · Puerto Rico (1) · República Dominicana (1) · Uruguay (1) · Venezuela (12) | China (27) · Corea del Sur (8) · Filipinas (1) · Hong Kong (4) · India (6) · Indonesia (7) · Irán (21) · Irak (2) · Japón (11) · Kazajistán (11) · Kirguistán (4) · Birmania (4) · Pakistán (2) · Singapur (6) · Sri Lanka (1) · Tailandia (2) · China Taipéi (2) · Tayikistán (1) · Uzbekistán (7) · Vietnam (5) | Alemania (32) · Armenia (4) · Austria (4) · Bélgica (4) · Bielorrusia (19) · Bulgaria (7) · Croacia (3) · Dinamarca (9) · Eslovaquia (17) · Eslovenia (3) · España (24) · Estonia (4) · Finlandia (11) · Francia (26) · Georgia (1) · Grecia (4) · Hungría (38) · Irlanda (6) · Israel (4) · Italia (18) · Letonia (8) · Lituania (8) · Luxemburgo (2) · Malta (1) · Moldavia (4) · Noruega (10) · Países Bajos (5) · Polonia (32) · Portugal (7) · Reino Unido (19) · República Checa (25) · Rumania (22) · Rusia (35) · Serbia (17) · Suecia (16) · Suiza (3) · Turquía (5) · Ucrania (26) | Australia (20) Guam (1) Nueva Zelanda (9) Samoa (1) |

## Medallistas

### Masculino
| Evento    | Oro                                                                                      | Plata | Bronce |
| --------- | ---------------------------------------------------------------------------------------- | --- | --- |
| K1 200 m  | Jonas Ems · Alemania · 35,275 s                                                          | Vytautas Vaičikonis · Lituania · 35,683 s                                                                 | Gergely Gyertyános · Hungría · 36,019 s                                                                       |
| K2 200 m  | Vadzim Majneu · Raman Piatrushenka · Bielorrusia · 32,251                                | Ronald Rauhe · Tim Wieskötter · Alemania · 32,597                                                         | Ognjen Filipović Dragan Zorić Serbia 32,993                                                                   |
| K4 200 m  | Viktor Kadler · István Beé · Gergely Boros · Balázs Babella · Hungría · 30,715           | Ognjen Filipović Dragan Zorić Bora Sibinkić Milan Đenadić Serbia 30,735                                   | Stefan Shevchuk · Anton Vasiliev · Serguei Jovanski · Konstantin Vishniakov · Rusia · 30,913                  |
| K1 500 m  | Adam van Koeverden · Canadá · 1:36,279                                                   | Tim Brabants Reino Unido 1:36,607                                                                         | Marek Twardowski · Polonia · 1:36,661                                                                         |
| K2 500 m  | Ronald Rauhe · Tim Wieskötter · Alemania · 1:27,709                                      | Vadzim Majneu · Raman Piatrushenka · Bielorrusia · 1:27,823                                               | Gábor Kucsera · Zoltán Kammerer · Hungría · 1:29,527                                                          |
| K4 500 m  | Michal Riszdorfer · Richard Riszdorfer · Juraj Tarr · Erik Vlček · Eslovaquia · 1:20,045 | Dzianis Zhyhadla · Stanislau Strelchanka · Ruslan Bichan · Siarhei Findziukevich · Bielorrusia · 1:20,733 | Attila Csamangó · Gábor Bozsik · Attila Boros · Márton Sík · Hungría · 1:21,651                               |
| K1 1000 m | Tim Brabants Reino Unido 3:40,133                                                        | Adam van Koeverden · Canadá · 3:40,675                                                                    | Eirik Verås Larsen · Noruega · 3:41,645                                                                       |
| K2 1000 m | Philippe Colin Cyrille Carré Francia 3:24,683                                            | Adam Seroczyński · Mariusz Kujawski · Polonia · 3:24,891                                                  | Zoltán Kammerer · Gábor Kucsera · Hungría · 3:26,579                                                          |
| K4 1000 m | Lutz Altepost · Norman Bröckl · Marco Herszel · Björn Goldschmidt · Alemania · 3:04,369  | Marek Twardowski · Tomasz Mendelski · Paweł Baumann · Adam Wysocki · Polonia · 3:04,719                   | Richard Riszdorfer · Michal Riszdorfer · Erik Vlček · Juraj Tarr · Eslovaquia · 3:05,625                      |
| C1 200 m  | Yuri Cheban · Ucrania · 40,323                                                           | Maxim Opalev · Rusia · 40,407                                                                             | Jevgenij Šuklin · Lituania · 40,539                                                                           |
| C2 200 m  | Yevgueni Ignatov · Ivan Shtyl · Rusia · 36,913                                           | Christian Gille · Tomasz Wylenzek · Alemania · 37,191                                                     | Tomas Gadeikis · Raimundas Labuckas · Lituania · 37,407                                                       |
| C4 200 m  | Gábor Horváth · Péter Balázs · Pál Sarudi · Márton Joób · Hungría · 34,297               | Yevgueni Dorojin · Nikolai Lipkin · Yevgueni Ignatov · Ivan Shtyl · Rusia · 34,365                        | Dzmitri Rabchanka · Dzmitri Vaitsishkin · Kanstantsin Shcharbak · Aliaxandr Vauchetski · Bielorrusia · 34,533 |
| C1 500 m  | David Cal Figueroa · España · 1:47,187                                                   | Andreas Dittmer · Alemania · 1:47,383                                                                     | Yang Wenjun China 1:47,545                                                                                    |
| C2 500 m  | György Kozmann · György Kolonics · Hungría · 1:40,501                                    | Iosif Chirilă · Andrei Cuculici · Rumania · 1:40,991                                                      | Christian Gille · Tomasz Wylenzek · Alemania · 1:41,501                                                       |
| C4 500 m  | Gábor Horváth · Péter Balázs · Pál Sarudi · Márton Joób · Hungría · 1:31,265             | Robert Nuck · Stefan Holtz · Thomas Lück · Sebastian Brendel · Alemania · 1:31,497                        | Ciprian Popa · Florin Mironcic · Loredan Popa · Nicolae Flocea · Rumania · 1:31,879                           |
| C1 1000 m | Attila Vajda · Hungría · 4:08,563                                                        | Marián Ostrčil · Eslovaquia · 4:10,685                                                                    | David Cal Figueroa · España · 4:11,057                                                                        |
| C2 1000 m | Christian Gille · Tomasz Wylenzek · Alemania · 3:46,627                                  | Serguey Torres Madrigal · Karel Aguilar Chacón · Cuba · 3:47,591                                          | Wojciech Tyszyński · Paweł Baraszkiewicz · Polonia · 3:48,103                                                 |
| C4 1000 m | Iosif Chirilă · Andrei Cuculici · Silviu Simioncencu · Loredan Popa · Rumania · 3:23,325 | Robert Nuck · Erik Leue · Thomas Lück · Stefan Holtz · Alemania · 3:24,619                                | Márton Metka · Róbert Mike · Mátyás Sáfrán · Gábor Balázs · Hungría · 3:24,935                                |

### Femenino
| Evento    | Oro                                                                                         | Plata                                                                                 | Bronce                                                                                              |
| --------- | ------------------------------------------------------------------------------------------- | ------------------------------------------------------------------------------------- | --------------------------------------------------------------------------------------------------- |
| K1 200 m  | Natasa Janics · Hungría · 40,835 s                                                          | Anne Rikala · Finlandia · 41,069 s                                                    | Špela Ponomarenko Eslovenia 41,243 s                                                                |
| K2 200 m  | Fanny Fischer · Nicole Reinhardt · Alemania · 37,339                                        | Ivana Kmeťová · Martina Kohlová · Eslovaquia · 37,921                                 | Dorota Kuczkowska · Marta Walczykiewicz · Polonia · 38,697                                          |
| K4 200 m  | Carolin Leonhardt · Conny Waßmuth · Katrin Wagner · Maren Knebel · Alemania · 35,459        | Tímea Paksy · Katalin Kovács · Krisztina Fazekas · Melinda Patyi · Hungría · 35,617   | Miljana Knežević Antonija Panda Renata Kubik Marta Tibor Serbia 36,569                              |
| K1 500 m  | Katalin Kovács · Hungría · 1:48,633                                                         | Anne Rikala · Finlandia · 1:49,255                                                    | Katrin Wagner · Alemania · 1:49,399                                                                 |
| K2 500 m  | Fanny Fischer · Nicole Reinhardt · Alemania · 1:40,275                                      | Tímea Paksy · Dalma Benedek · Hungría · 1:40,963                                      | Anne-Laure Viard Marie Delattre Francia 1:41,719                                                    |
| K4 500 m  | Carolin Leonhardt · Conny Waßmuth · Katrin Wagner · Maren Knebel · Alemania · 1:37,145      | Tímea Paksy · Katalin Kovács · Krisztina Fazekas · Dalma Benedek · Hungría · 1:37,951 | Monika Borowicz · Aneta Konieczna · Małgorzata Chojnacka · Ewelina Wojnarowska · Polonia · 1:38,103 |
| K1 1000 m | Katalin Kovács · Hungría · 4:06,823                                                         | Friederike Leue · Alemania · 4:08,937                                                 | Sofia Paldanius · Suecia · 4:10,901                                                                 |
| K2 1000 m | Gesine Ruge · Judith Hörmann · Alemania · 3:45,933                                          | Ewelina Wojnarowska · Małgorzata Chojnacka · Polonia · 3:47,142                       | Danuta Kozák · Gabriella Szabó · Hungría · 3:49,174                                                 |
| K4 1000 m | Tímea Paksy · Dalma Benedek · Krisztina Fazekas · Alexandra Keresztesi · Hungría · 3:13,625 | Wang Feng Yu Lamei Yang Yali He Jing China 3:13,971                                   | Gesine Ruge · Friederike Leue · Marina Schuck · Judith Hörmann · Alemania · 3:15,025                |

## Medallero
| Núm. | País        | Oro | Plata | Bronce | Total |
| ---- | ----------- | --- | ----- | ------ | ----- |
| 1    | Alemania    | 9   | 6     | 3      | 18    |
| 2    | Hungría     | 9   | 3     | 6      | 18    |
| 3    | Bielorrusia | 1   | 2     | 1      | 4     |
| 3    | Eslovaquia  | 1   | 2     | 1      | 4     |
| 3    | Rusia       | 1   | 2     | 1      | 4     |
| 6    | Rumania     | 1   | 1     | 1      | 3     |
| 7    | Canadá      | 1   | 1     | 0      | 2     |
| 7    | Reino Unido | 1   | 1     | 0      | 2     |
| 9    | España      | 1   | 0     | 1      | 2     |
| 9    | Francia     | 1   | 0     | 1      | 2     |
| 11   | Ucrania     | 1   | 0     | 0      | 1     |
| 12   | Polonia     | 0   | 3     | 4      | 7     |
| 13   | Finlandia   | 0   | 2     | 0      | 2     |
| 14   | Lituania    | 0   | 1     | 2      | 3     |
| 14   | Serbia      | 0   | 1     | 2      | 3     |
| 16   | China       | 0   | 1     | 1      | 2     |
| 17   | Cuba        | 0   | 1     | 0      | 1     |
| 18   | Eslovenia   | 0   | 0     | 1      | 1     |
| 18   | Noruega     | 0   | 0     | 1      | 1     |
| 18   | Suecia      | 0   | 0     | 1      | 1     |
|      | TOTAL       | 27  | 27    | 27     | 81    |